# Hans Pfeiffer (Turner)
Hans Pfeiffer war ein deutscher Turner. Er turnte für die Hamburger Turnerschaft von 1816. Pfeiffer war Mitglied der deutschen Nationalmannschaft und von Ende der 1920er und bis Mitte der 1930er Jahre der beste Hamburger Turner.

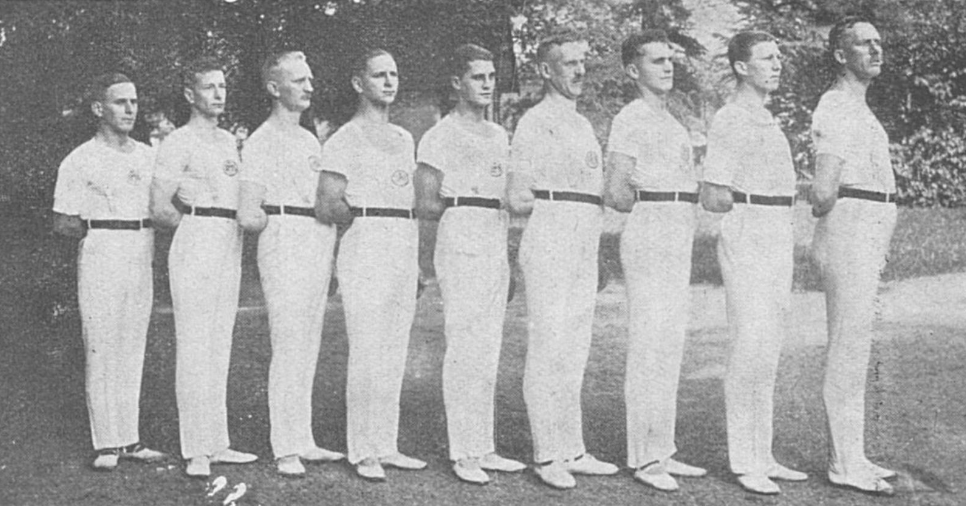
Hans Pfeiffer 1926 in der Riege der Hamburger Turnerschaft von 1816 (4. vo. links)

## Leben und Karriere
Ende Juni 1925 turnte Pfeiffer für Hamburg gegen die Westfalenriege und wurde fünftbester Turner.
Anfang April 1927 gehörte Pfeiffer zur Hollandriege der Hamburger Turnerschaft, die im Concertgebouw zu Amsterdam turnen sollte. Das Turnen wurde in der Hamburger Presse als großer Erfolg bezeichnet.
Einen ersten großen überregionalen Erfolg errang Pfeiffer als viertbester Turner im Zwölfkampf beim Deutschen Turnfest in Köln 1928. Pfeiffer zeigte, so notierten es die Hamburger Nachrichten, eine bestechende Form und hätte unter Umständen Gesamtsieger werden können. Nur 5 Punkte hatten ihn von den beiden Siegern Karl Reuter und Emil Preiß getrennt.
Bei den Deutschen Turnmeisterschaften 1931 erreichte er mit einer Gesamtpunktzahl von 167,5 Platz 12. Die Hamburger Nachrichten hatten ihm sogar Aussichten auf den Meistertitel eingeräumt. Er hatte in den Kürübungen wohl überzeugt, war in der Pflicht jedoch abgefallen.
Im Juni 1931 weilte er mit der Hamburger Turnerschaft in Den Haag, um im dortigen Stadion Kunstturnvorführungen zu zeigen.
1932 gewann er das Hamburger Gaufest nach hartem Kampf mit Vorjahressieger Hubert Reddersen.
Beim Deutschen Turnfest in Stuttgart im Juli 1933 wurde er 16. im Zwölfkampf.
Für das Turnen der Deutschlandriege beim Tag der Leibesübungen in Danzig wurde er von Reichsmännerturnwart Schneider als Ersatzmann bestimmt.
Im Rahmen der Herbstwoche für Kunst und Wissenschaft war er am 3. Dezember 1933 im Stadttheater in Kiel für ein Turnen der Deutschlandriege vorgesehen.
Bei den Norddeutschen Turnmeisterschaften 1934 wurde er mit 179,5 Punkten Gaumeister im Gerätezehnkampf und bei den Norddeutschen Turnmeisterschaften 1935 mit 190 Punkten Vizegaumeister sowie Einzelmeister am Reck, am Barren und im Pferdsprung.
Im Juli 1934 gehörte er zum Aufgebot für die Deutschen Kampfspiele in Nürnberg.
Im September 1934 turnte er anlässlich der 90-Jahr-Feier des Kieler MTV als Mitglied der Deutschlandriege in der Nordostseehalle in Kiel. Die Riege turnte in der Aufstellung: Sandrock (Immigrath); Pechtl (Kiel); Wedekind (Forst); Huck (Hamburg); Rößler (Vogtland); Schäfer (Hamburg); Karl Streicher (Kiel); Steffens (Bremen); Bockenauer (Berlin) und Pfeiffer.
Im Dezember 1934 wurde er mit anderen Turnern als Olympiaanwärter verpflichtet.
Am 20. Januar 1935 turnte er mit der Hamburger Turnerschaft in Bremen gegen Kiel, Bremen und Hannover und wurde drittbester Einzelturner hinter Walter Steffens (Bremen) und Karl Streicher (Kiel).

## Auszeichnungen (Auswahl)
- 1933 – Ehrenplakette der Stadt Berlin[15]
- 1933 – Jahnschild der Deutschen Turnerschaft[16]
- 1935 – „Senatsplakette“ der Stadt Hamburg (Verliehen für die Gaugerätemeisterschaft der Nordmark 1934)[17]